# Z-Trim
El Z-Trim es un sustituto de las grasas que consiste en una fibra insoluble sin sabor que procede del maíz, avena así como de otros cereales, legumbres y semillas oleaginosas similares, por ejemplo a la linaza. Tiene una estructura microcristalina y un peso molecular bajo. En polvo suele poseer una textura muy similar a la grasa. Debido a su poca capacidad de absorción, es considerada una grasa de poco aporte calórico. Consiste en un producto de marca registrada elaborado y distribuido por Z-Trim Holdings (su inventor George E. Inglett, era un químico en la USDA - Agricultural Research Service ). 

## Usos
Por su textura similar a la grasa, suele emplearse como sucedáneo de ella. Se suele emplear en lácteos, en la carne picada de hamburguesas de bajo aporte calórico, snacks, quesos, etc. En algunas ocasiones se suele emplear como substituto de productos panificados.